# Йель-билдинг
Йель-билдинг (англ. Yale Building) — семиэтажное здание, расположенное в районе Энглвуд города Чикаго, штат Иллинойс. Это важный жилой высотный дом «первого поколения», тип здания, ставший возможным благодаря достижениям в строительной конструкции и технологии.
Здание было внесено в Национальный реестр исторических мест 5 марта 1998 года, а 9 апреля 2003 года оно было признано достопримечательностью Чикаго.

## Описание
Здание представляет собой масштабный пример неороманского стиля, который был популяризирован постройками Генри Г. Ричардсона, и демонстрирует превосходное мастерство как в материалах, так и в деталях. Апартаменты также обладают редким внутренним атриумом, окруженным галереями и увенчанным стеклянно-металлическим световым люком.

## История
Изначально здание было построено как роскошные апартаменты для Всемирной выставки 1893 года. В конце 1930-х — начале 1940-х годов пустующее здание было выкуплено, внутренняя отделка выпотрошена и переоборудована под студии и квартиры с 1 и 2 спальнями. Одна из квартир на верхнем этаже была дополнена лестницей, ведущей на крышу. В 2003 году здание было отремонтировано, и сейчас в нем расположено 69 квартир для малообеспеченных пожилых людей.

## В популярной культуре
- Здание появляется в пятом эпизоде первого сезона телесериала «Скорая помощь».
- Здание появляется в восьмом эпизоде восьмого сезона телесериала «Бесстыжие».